# Bardazon
Bardazon – amerykański zespół i konstruktor wyścigowy, rywalizujący w amerykańskich wyścigach (w tym Indianapolis 500) w latach 50.

## Historia
Firma Francis Bardazon Co. została założona przez Francisa Bardazona. Bardazon wystawił samochody własnej produkcji w wyścigach Indianapolis 500 w latach 1950–1951, ale jego kierowcy nie zdołali zakwalifikować się do wyścigu. W roku 1952 Bardazon wystawił zespół Lutes Truck Parts, korzystając z samochodu Kurtis Kraft. Jego kierowcą w Indianapolis 500 był Paul Russo, który jednak nie zakwalifikował się do wyścigu. Ponadto w barwach tego zespołu w mistrzostwach AAA rywalizowali Russo (7. miejsce), Manny Ayulo (19. miejsce), Neal Carter (20. miejsce) oraz Walt Faulkner (32. miejsce). W 1954 roku Bardazon wystawił swój zespół. Jego kierowca, Bob Sweikert, korzystając z Kurtis Krafta 4000 z 1951 roku (przez zespół określanego jako Lutes Special), zajął czternaste miejsce w tym wyścigu. Sweikert był także w barwach zespołu Bardazon szósty w mistrzostwach AAA. Na wyścig Indianapolis 500 1955 Bardazon ponownie wystawił zespół pod nazwą Lutes Truck Parts, a jego kierowcą był Ed Elisian. Elisian po przejechaniu kilku okrążeń w kwalifikacjach stwierdził, że samochód źle się prowadzi, i po zapłaceniu stu dolarów użył pojazdu zespołu Westwood Gauge/Wales, którym się zakwalifikował, a w wyścigu przejechał nim 58 okrążeń. W mistrzostwach AAA w barwach zespołu Lutes Truck Parts w 1955 roku ścigali się Elisian (25. miejsce) oraz Bob Veith (12. miejsce).

## Wyniki w Formule 1
W latach 1950–1960 wyścig Indianapolis 500 był eliminacją Mistrzostw Świata Formuły 1.
| Legenda oznaczeń w tabelach wyników Wyświetl szablon na nowej stronie | Legenda oznaczeń w tabelach wyników Wyświetl szablon na nowej stronie                                                                     |
| Oznaczenie                                                            | Wyjaśnienie |
| --------------------------------------------------------------------- | --- |
| Złoty                                                                 | Zwycięzca lub mistrzostwo |
| Srebrny                                                               | 2. miejsce lub wicemistrzostwo |
| Brązowy                                                               | 3. miejsce lub II wicemistrzostwo |
| Zielony                                                               | Ukończył, punktował (w klasyfikacji generalnej, gdy zdobył co najmniej jeden punkt na przestrzeni sezonu, poza trzema powyższymi opcjami) |
| Niebieski                                                             | Ukończył, nie punktował (w klasyfikacji generalnej, gdy nie zdobył co najmniej jednego punktu na przestrzeni sezonu)                      |
| Czerwony                                                              | Nie zakwalifikował się (NZ) |
| Czerwony                                                              | Nie prekwalifikował się (NPK) |
| Różowy                                                                | Nie ukończył (NU) |
| Różowy                                                                | Niesklasyfikowany (NS) (w klasyfikacji generalnej, gdy nie został sklasyfikowany w żadnym wyścigu sezonu)                                 |
| Czarny                                                                | Zdyskwalifikowany (DK) |
| Czarny                                                                | Wykluczony (WYK/EX) |
| Biały                                                                 | Nie wystartował (NW) |
| Biały                                                                 | Kontuzjowany (K/INJ) |
| Biały                                                                 | Wyścig odwołany (OD/C) |
| Bez koloru                                                            | Został wycofany (WYC/WD) |
| Bez koloru                                                            | Nie przybył (NP/DNA) |
| Bez koloru                                                            | Nie brał udziału w treningach (NT/DNP) |
| Bez koloru                                                            | Nie został zgłoszony (–) |
| Pogrubienie                                                           | Start z pole position |
| Kursywa                                                               | Najszybsze okrążenie wyścigu |
| †                                                                     | Nie ukończył, ale jego rezultat został zaliczony ze względu na przejechanie więcej niż 90% dystansu wyścigu.                              |
| *                                                                     | Sezon w trakcie |
| 1/2/3                                                                 | Punktowana pozycja w sprincie kwalifikacyjnym                                                                                             |
| Lista systemów punktacji Formuły 1                                    | |

| Sezon | Zespół            | Samochód                      | Kierowcy     | Wyniki w poszczególnych eliminacjach | Wyniki w poszczególnych eliminacjach | Wyniki w poszczególnych eliminacjach | Wyniki w poszczególnych eliminacjach | Wyniki w poszczególnych eliminacjach | Wyniki w poszczególnych eliminacjach | Wyniki w poszczególnych eliminacjach | Wyniki w poszczególnych eliminacjach | Wyniki w poszczególnych eliminacjach | Wyniki kierowców | Wyniki kierowców | Wyniki konstruktora | Wyniki konstruktora |
| 1950  |                   |                               |              | Wielka Brytania                      | Monako                               | Stany Zjednoczone                    | Szwajcaria                           | Belgia                               | Francja                              | Włochy                               |                                      |                                      | Pkt.             | Msc.             | Pkt.                | Msc.                |
| ----- | ----------------- | ----------------------------- | ------------ | ------------------------------------ | ------------------------------------ | ------------------------------------ | ------------------------------------ | ------------------------------------ | ------------------------------------ | ------------------------------------ | ------------------------------------ | ------------------------------------ | ---------------- | ---------------- | ------------------- | ------------------- |
| 1950  | Lutes Truck Parts | Bardazon-Offenhauser          | Kenny Eaton  | -                                    | -                                    | NZ                                   | -                                    | -                                    | -                                    | -                                    |                                      |                                      | 0                | NS               | –                   | –                   |
| 1950  | Lutes Truck Parts | Bardazon-Offenhauser          | Ralph Pratt  | -                                    | -                                    | NZ                                   | -                                    | -                                    | -                                    | -                                    |                                      |                                      | 0                | NS               | –                   | –                   |
| 1951  |                   |                               |              | Szwajcaria                           | Stany Zjednoczone                    | Belgia                               | Francja                              | Wielka Brytania                      | Niemcy                               | Włochy                               |                                      |                                      | Pkt.             | Msc.             | Pkt.                | Msc.                |
| 1951  | Hancock Dome      | Bardazon-Offenhauser          | Frank Armi   | -                                    | NZ                                   | -                                    | -                                    | -                                    | -                                    | -                                    | -                                    |                                      | 0                | NS               | –                   | –                   |
| 1952  |                   |                               |              | Szwajcaria                           | Stany Zjednoczone                    | Belgia                               | Francja                              | Wielka Brytania                      | Niemcy                               | Holandia                             | Włochy                               |                                      | Pkt.             | Msc.             | Pkt.                | Msc.                |
| 1952  | Lutes Truck Parts | Kurtis Kraft 4000-Offenhauser | Paul Russo   | -                                    | NZ                                   | -                                    | -                                    | -                                    | -                                    | -                                    | -                                    |                                      | 0                | NS               | –                   | –                   |
| 1954  |                   |                               |              | Argentyna                            | Stany Zjednoczone                    | Belgia                               | Francja                              | Wielka Brytania                      | Niemcy                               | Szwajcaria                           | Włochy                               |                                      | Pkt.             | Msc.             | Pkt.                | Msc.                |
| 1954  | Francis Bardazon  | Kurtis Kraft 4000-Offenhauser | Bob Sweikert | -                                    | 14                                   | -                                    | -                                    | -                                    | -                                    | -                                    | -                                    | -                                    | 0                | 48               | –                   | –                   |
| 1955  |                   |                               |              | Argentyna                            | Monako                               | Stany Zjednoczone                    | Belgia                               | Holandia                             | Wielka Brytania                      | Włochy                               |                                      |                                      | Pkt.             | Msc.             | Pkt.                | Msc.                |
| 1955  | Lutes Truck Parts | Kurtis Kraft 4000-Offenhauser | Ed Elisian   | -                                    | -                                    | NZ                                   | -                                    | -                                    | -                                    | -                                    |                                      |                                      | 0                | NS               | –                   | –                   |